# 1309
1309 (MCCCIX) var ett normalår som började en onsdag i den julianska kalendern.

## Händelser

### Mars
- 9 mars – Det påvliga residenset flyttar från Rom till Avignon genom påven Clemens V.[1]

### November
- November eller december – Stilleståndet i Nyköping sluts mellan Danmark och hertigarna Erik och Valdemar.

### Okänt datum
- Den norske kungen Håkon Magnusson intar Bohus fästning.
- Marienburg blir residens för Tyska ordens högmästare.

## Födda
- Aldona av Litauen, drottning av Polen.

## Avlidna
- 5 maj – Karl II av Neapel, kung av Neapel, kung av Albanien, furste av Achaea, greve av Provence och Forcalquier samt greve av Anjou och Maine.

### Fotnoter
1. ↑  World Statesmen